# أويتو أيا
أويتو أيا (باليابانية: 上戸 彩) (بالروماجي: Ueto Aya) هي ممثلة يابانية ومغنية وعارضة أزياء وتارينتو، كما أنها تسمع بعض الأحيان في الإذاعة. ولدت في 14 سبتمبر 1985 في نيريما في طوكيو، واكتشفت وهي تشارك في الدورة السابعة لمسابقة اليابان في البيشوجو وفيها فازت بجائزة لجنة التحكيم الخاصة.
قامت وهي في الثلاثين بأول ظهور لها في فيلم ساتسوجينشا: قاتل بارايسو (1999م).

## روابط خارجية
- أويتو أيا على موقع IMDb (الإنجليزية)
- أويتو أيا على موقع ألو سيني (الفرنسية)
- أويتو أيا على موقع ميوزك برينز (الإنجليزية)
- أويتو أيا على موقع أول موفي (الإنجليزية)
- أويتو أيا على موقع أول ميوزيك (الإنجليزية)
- أويتو أيا على موقع ديسكوغز (الإنجليزية)
- أويتو أيا على موقع قاعدة بيانات الفيلم (الإنجليزية)
- أويتو أيا على موقع كينوبويسك (الروسية)
- أويتو أيا على موقع ANN person (الإنجليزية)